# Parabola del tesoro nascosto

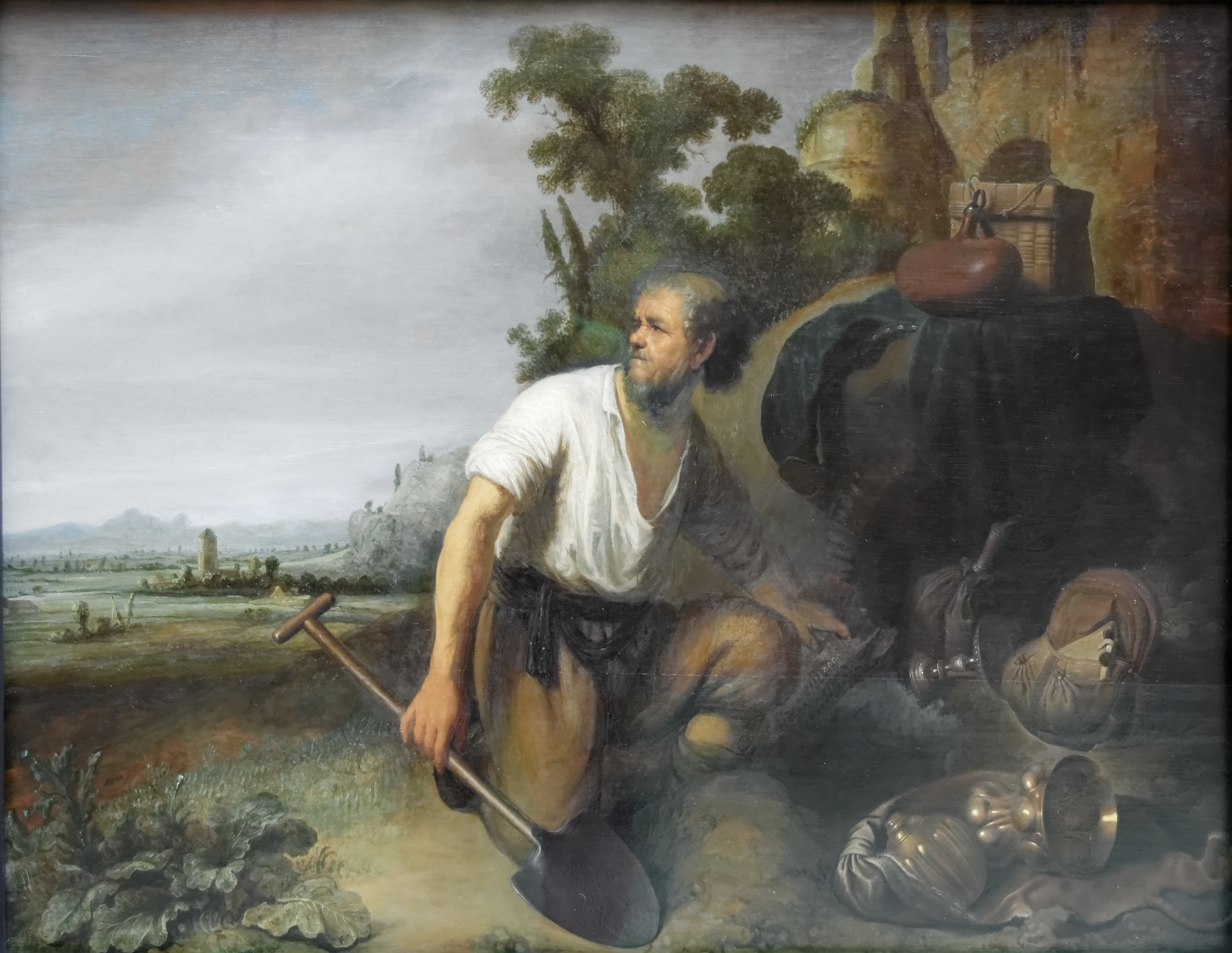
La parabola del tesoro nascosto di Rembrandt (c. 1630).

La parabola del tesoro nascosto è una delle parabole di Gesù, presente nel solo Vangelo secondo Matteo (13, 44) tra i vangeli canonici e nel Vangelo di Tommaso (109). Illustra il grande valore del regno dei Cieli e in Matteo precede immediatamente la parabola della perla. che ha un tema simile.

## Narrazione
(Mt 13,44 CEI)

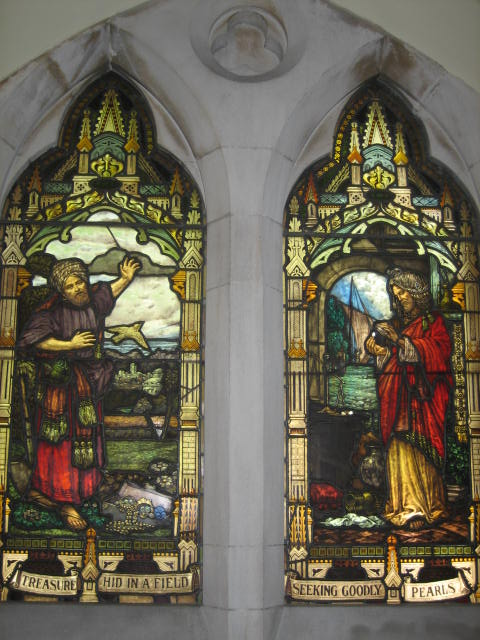
Una rappresentazione di questa parabola (a sinistra) appaiata a quella della perla (a destra) su una vetrata istoriata della Scots' Church, Melbourne.

La storia parte dal presupposto che qualcuno abbia sepolto un tesoro e poi sia morto. L'attuale proprietario del campo non è a conoscenza di questo tesoro. Chi lo trova è però un contadino, ma non lo può avere di diritto sino a quando non comprerà quel campo, o sarà costretto a dividerlo col proprietario per non incorrere in pene peggiori. Per un contadino la scoperta del tesoro rappresenta un sogno.

## Interpretazione
Questa parabola è interpretata come l'illustrazione del grande valore del regno dei Cieli, così come la parabola della perla che segue poco dopo. John Nolland ha commentato che la buona fortuna riflette il "trovare" dei "privilegi speciali", ed è fonte di grande gioia, ma riflette anche un cambiamento, dal momento che l'uomo nella parabola rinuncia a tutto ciò che ha per possedere il tesoro che ha trovato.
Giovanni Calvino scrisse su questa parabola:

La prima di queste due parabole è intesa a focalizzare il credente a preferire il regno dei Cieli al resto del mondo, ad allontanarci dai desideri della carne, che niente può impedirci di ottenere un tesoro così prezioso. Noi abbiamo però bisogno di un avvertimento; siamo così presi dagli splendori del mondo che ci dimentichiamo della vita eterna; e in conseguenza la nostra carnalità, le grazie spirituali di Dio sono ben lontane dal raggiungerci.

La natura nascosta del tesoro indica che il regno dei Cieli "non è rivelato a tutti".
Ad ogni modo esistono anche altre interpretazioni della parabola secondo le quali il tesoro nascosto rappresenterebbe Israele o la Chiesa.

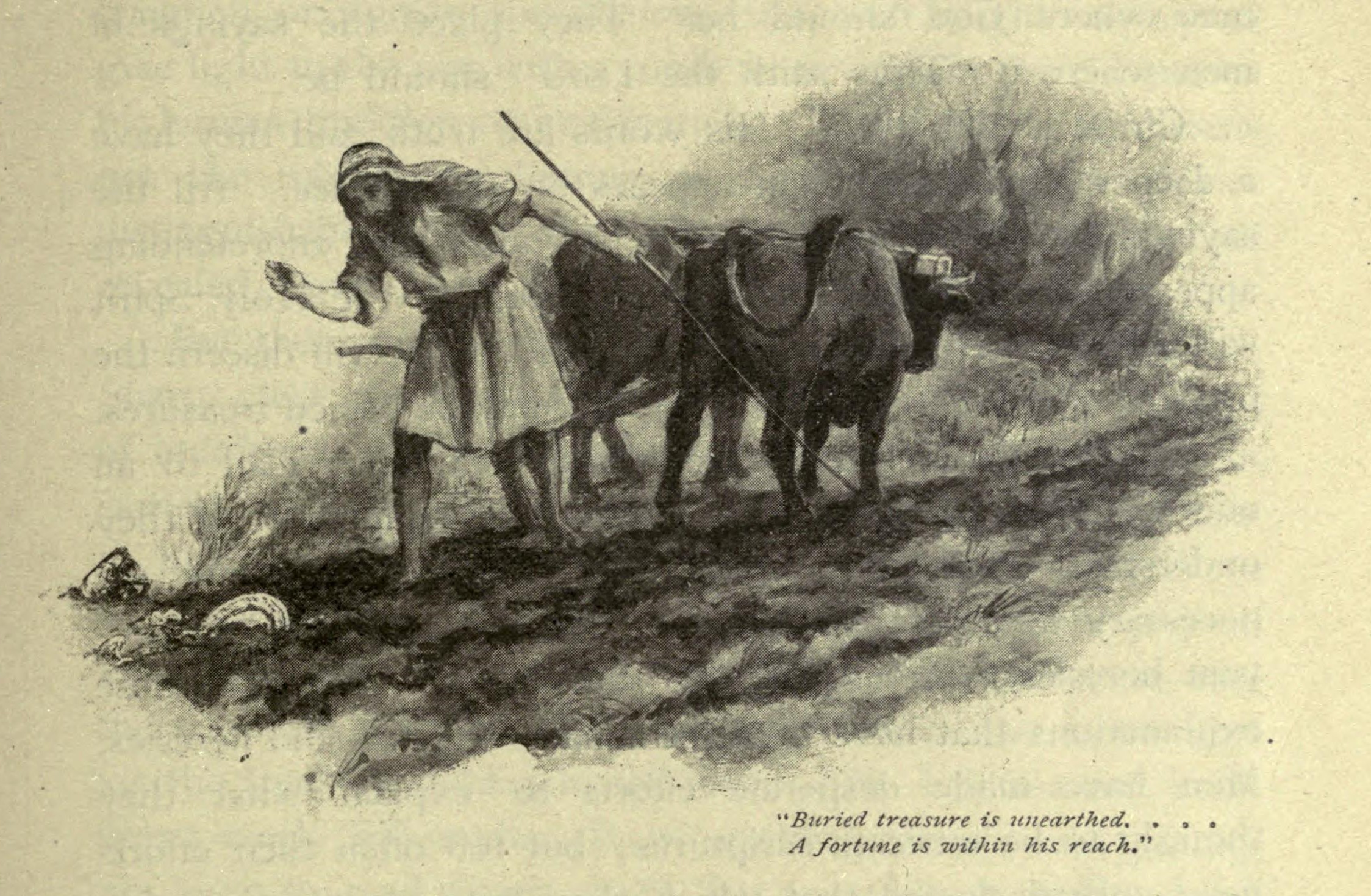
Un tesoro sepolto è una fortuna che si scopre.

Nella Catena Aurea di San Tommaso d'Aquino, questi commenta il passaggio con la visione di alcuni padri della chiesa, dicendo che come il tesoro viene ritrovato in un campo, così il Vangelo giunge a noi senza costi, ed è aperto a tutti - ma per possedere la ricchezza celeste, una persona deve rinunciare a tutto ciò che il mondo può comprare. Alcuni padri della chiesa hanno identificato il campo in cui è nascosto il tesoro come la disciplina celeste:
[...] per questo, quando l'uomo lo trova, lo nasconde, così da poterlo preservare; per zelo e affezione nei confronti dei cieli non è abbastanza proteggerci dagli spiriti maligni, se prima non ci difendiamo dalle insidie umane. In questa vita siamo in perenne guerra e gli spiriti maligni sono dei furfanti che assediano i nostri viaggi. Perciò se noi teniamo il nostro tesoro alla portata di tutti, cercheranno di rubarcelo lungo la via. Quando dico questo, non voglio dire che i nostri vicini non devono vedere il lavoro che facciamo, ma che per quello che facciamo non dobbiamo cercare compiacimenti dagli altri. Il regno dei Cieli è comparato a una cosa della terra, così che la nostra mente possa ascendere alle cose ascose e sconosciute, e possa apprendere come amare ciò che non conosciamo [...]. Egli [L'uomo del campo] è colui che vende tutto, rinunciando ai piaceri della carne ed ai suoi desideri mondani per raggiungere la disciplina celeste.
Lo studioso del Nuovo Testamento, Adolf Jülicher, ha compiuto un'analisi approfondita della parabola. Egli ha identificato tre parti di parabole o similitudini: la parte rappresentativa (Bildhälfte), la parte realistica (Sachhälfte), e la parte comparativa (teritium comparationis).  Secondo questa interpretazione, la parte rappresentativa è il tesoro nascosto, la parte realistica è il regno di Dio e la parte comparativa è l'inestimabile valore del Regno.

## Vangelo di Tommaso
Una parabola simile si trova anche nel Vangelo di Tommaso (109):
(Vangelo di Tommaso 109)
I molteplici cambi di proprietà del campo sono specifici del vangelo di Tommaso, e riflettono un tema differente della parabola nel Nuovo Testamento.

## Nell'arte
La parabola è stata oggetto di diverse rappresentazioni artistiche realizzate tra gli altri da Rembrandt, Jan Luyken, James Tissot e John Everett Millais.